# Fédération gambienne de basket-ball
La Fédération gambienne de basket-ball est une association, fondée en 1972, chargée d'organiser, de diriger et de développer le basket-ball en Gambie.
La Fédération représente le basket-ball auprès des pouvoirs publics ainsi qu'auprès des organismes sportifs nationaux et internationaux et, à ce titre, la Gambie dans les compétitions internationales. Elle défend également les intérêts moraux et matériels du basket-ball gambien. Elle est affiliée à la FIBA depuis 1972, ainsi qu'à la FIBA Afrique.
La Fédération organise également le championnat national.